# Der bestrafte Don Juan (1916)
Der bestrafte Don Juan ist eine deutsche Filmkomödie von 1916 innerhalb der Stummfilmreihe Teddy. Hauptdarsteller ist Paul Heidemann.

## Handlung
Teddy rennen die Frauen hinterher.

## Hintergrund
Der Film hat eine Länge von zwei Akten. Produziert wurde er von der National Filmgesellschaft, Kopenhagen. Er wurde von der Polizei Berlin unter der Nummer 39016 mit einem Jugendverbot belegt.